# Dodecatoma gracilis
Dodecatoma gracilis är en skalbaggsart som beskrevs av Wittmer 1995. Dodecatoma gracilis ingår i släktet Dodecatoma och familjen Rhagophthalmidae. Inga underarter finns listade i Catalogue of Life.